# Adventkerk (Amersfoort)
De Adventkerk in Amersfoort is het kerkgebouw van een wijkgemeente van de Protestantse Gemeente Amersfoort (PGA),  onderdeel van de Protestantse Kerk in Nederland (PKN).

## Historie
De wijkgemeente is ontstaan in de jaren 50 van de twintigste eeuw. In die tijd ontstonden de wijken Kruiskamp en Liendert in Amersfoort. De Adventkerk is gesticht vanuit de wijkgemeente St. Joriskerk. De gemeente typeerde men als een 'open gereformeerde opstelling'. Men wilde bewust in de lijn van de gereformeerde traditie staan, maar met een open oog voor het geheel van de christelijke kerk. En met een duidelijke roeping om het Evangelie te vertolken in de nieuwe stadsdelen.
In 1956 werden de eerste ambtsdragers bevestigd. Op 22 maart 1956 was de eerste kerkenraadsvergadering onder leiding van consulent ds. A. den Hartogh. Van 1957 tot 1971 was ds. C. van Dop de eerste wijkpredikant. Na twee vacante jaren werd hij opgevolgd door ds. B.J. Wiegeraad, die de gemeente diende tot 1981. Vanaf 1982 tot eind 2007 is ds. J. de Vreugd wijkpredikant geweest. Van begin 2010 tot 26 april 2015 was ds. D.Ph.C. Looijen de wijkpredikant van de gemeente. Sinds 2016 is ds. H.S. Mosterd de wijkpredikant van de gemeente.

## Kerkgebouw
Het gebouw markeert het kruispunt Ringweg Kruiskamp / Van Randwijcklaan en is als stadsgezicht beeldbepalend. Het is een typisch voorbeeld van naoorlogse kerkbouw in een nieuw industrieel ontwerp uit de traditie van de architecten Van Hoogevest.

#### 50 jaar Adventkerk/Renovatie
In het weekend van 2 en 3 maart 2013 werd een heropening van de Adventkerk gevierd na een renovatie, gekoppeld aan het vijftigjarig bestaan van het gebouw. Het was de eerste renovatie sinds de ingebruikname van de Adventkerk in december 1962, het gebouw was tot 2013 in dezelfde staat onderhouden.

#### Liturgisch centrum
In de kerkzaal valt het accent op de preekstoel. De uitbeelding daarop komt uit het verhaal uit Johannes 6. Dit verhaal van de jongen met vijf broden en twee vissen brengt men al eeuwen in verband met het Heilig Avondmaal. Naast de preekstoel staat de doopvont. Samen vormen ze het liturgisch centrum. Dit deel van de kerkzaal onderscheidt zich van de rest door een ander patroon in de vloer.

#### Glas-in-loodramen
In de kerkzaal bevinden zich zes glas-in-loodramen. Symbolisch geven zij uitdrukking aan de belijdenis dat God zich in Christus heeft geopenbaard.
De ramen aan de zuidzijde verwijzen naar teksten uit het Oude Testament:
- Genesis 3:15 (de eerste aankondiging van de Verlosser)
- Jesaja 11:1-2 (een rijsje uit de tronk van Isaï)
- Maleachi 4:2 (de Zon der gerechtigheid)

De ramen aan de noordzijde spreken van het Nieuwe Testament:
- Lucas 2:7 (de geboorte van Christus)
- Handelingen 2 (de uitstorting van de Heilige Geest)
- Openbaringen 5:6 (Christus, het overwinnende Lam Gods).

### Orgel
Het orgel werd in 1970 gebouwd door de firma Van den Berg & Wendt te Nijmegen / Zwolle. Het heeft twee manualen en pedaal en dertien registers. Adviseur bij de bouw ervan was Willem Hülsmann, destijds organist van de Amersfoortse Sint Joriskerk en adviseur namens de Synodale Orgelcommissie van de Nederlandse Hervormde Kerk.

### Adventcentrum
Onder de kerkzaal is een ruimte voor activiteiten rondom de kerkdienst, voor wekelijkse bijeenkomsten en gezamenlijke ontmoetingen.